# 볼리비아의 로마 가톨릭 교구 목록
볼리비아의 로마 가톨릭 교구는 4개 관구에 4개 관구장좌 대교구와 6개 일반교구 2개 성직자치구가 있으며 교황직속에 군종교구와 전교지역인 5개 대목구가 있다

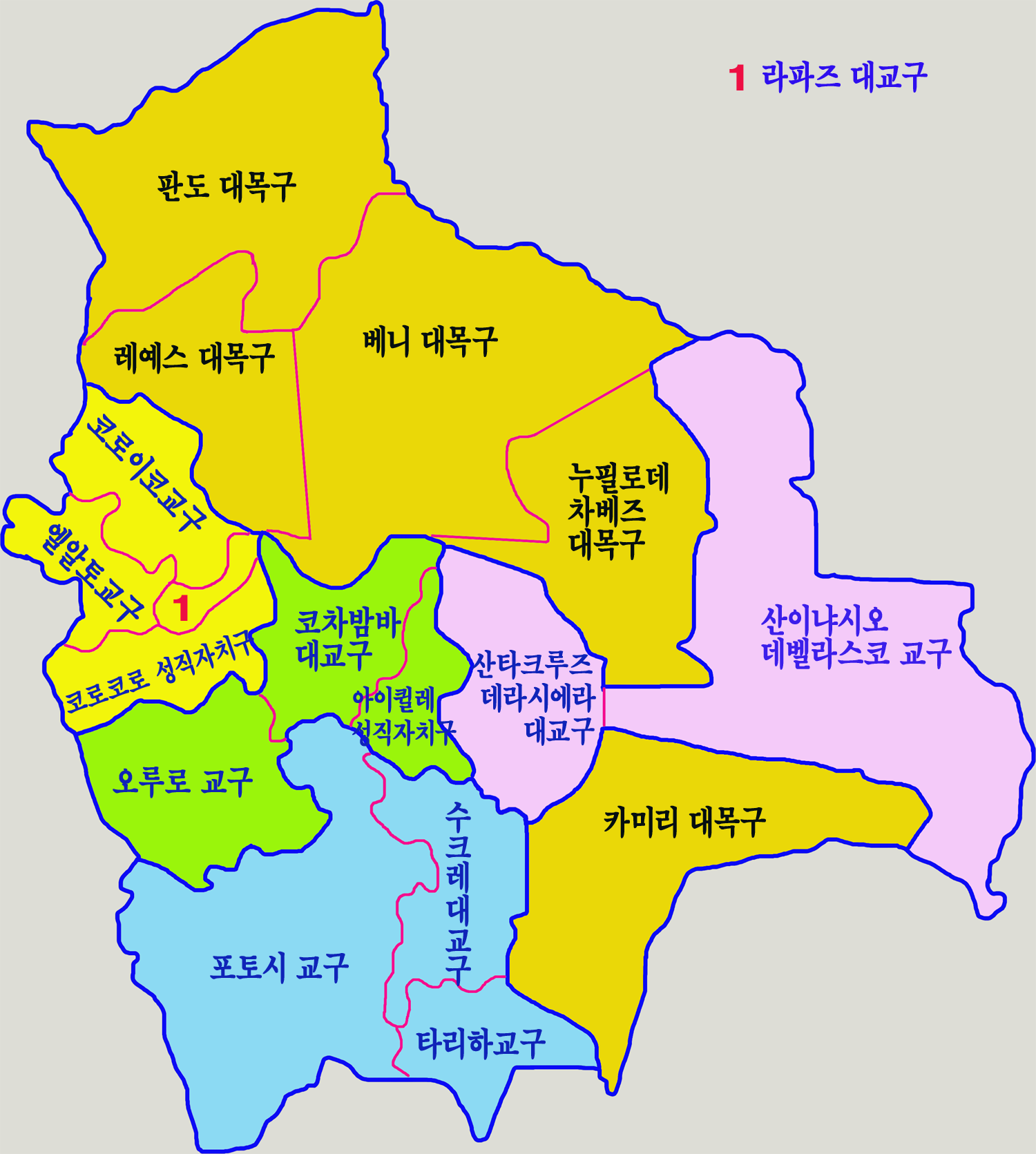

## 교구

### 코차밤바 관구(province of Cochabamba)
- 코차밤바 관구장좌 대교구(Metropolitan Archdiocese of Cochabamba)
- 오루로 교구( Diocese of Oruro)
- 아이퀼레 성직자치구( Prelature of Aiquille)

### 라파즈 관구 (province of La Paz)
- 라파즈 관구장좌 대교구(Metropolitan Archdiocese of La Paz)
- 코로이코 교구( Diocese of Coroico)
- 엘알토 교구( Diocese of El Alto)
- 코로코로 성직자치구( Prelature of Corocoro)

### 산타크루즈데라시에라관구(province of Santa Cruz de la Sierra)
- 산타크루즈데라시에라 관구장좌 대교구(Metropolitan Archdiocese of Santa Cruz de la Sierra)
- 산이냐시오데벨라스코 교구 (Diocese of San Ignacio de Velasco)

### 수크레 관구(province of Sucre)
- 수크레 관구장좌 대교구(Metropolitan Archdiocese of Sucre)===
- 포토시 교구( Diocese of Potosí)
- 타리하 교구( Diocese of Tarija)

### 교황 직속 관리구
- 볼리비아 군종교구( Military Ordinariate of Bolivia)
- 카미리 대목구( Apostolic Vicariate of Camiri)
- 베니 대목구( Apostolic Vicariate of El Beni o Beni)
- 누필로데차베즈 대목구( Apostolic Vicariate of Ñuflo de Chávez)
- 판도 대목구( Apostolic Vicariate of Pando)
- 레예스 대목구( Apostolic Vicariate of Reyes)